# اس‌ام یوسی-۹
اس‌ام یوسی-۹ (به انگلیسی: SM UC-9) یک زیردریایی بود که طول آن ۱۱۱ فوت ۶ اینچ (۳۳٫۹۹ متر) بود. این زیردریایی در سال ۱۹۱۵ ساخته شد.